# Iglesia de San Onofre Anacoreta
La iglesia de San Onofre Anacoreta es un templo católico situado en la plaza de la Iglesia, 4, en el municipio de Alcudia de Crespins. Es Bien de Relevancia Local con identificador número 46.23.020-002.

## Historia
La iglesia fue proyectada en 1702 y resultó dañada por el terremoto de 1748.
La festividad del titular es el 12 de junio, pero en Alcudia las celebraciones tienen lugar el viernes anterior, cambio que se realizó a inicios del siglo XXI.

## Descripción
La fachada es de ladrillo. El campanario se alza a su izquierda. A la puerta se accede por dos escalones amplios y bajos, que en los laterales forman rampas para facilitar el acceso.